# Dieter Schmitt
Dieter Karl Schmitt (3 de mayo de 1940) es un deportista alemán que compitió para la RFA en esgrima. Ganó una medalla de plata en el Campeonato Mundial de Esgrima de 1959 en la prueba por equipos.

## Palmarés internacional
| Campeonato Mundial | Campeonato Mundial | Campeonato Mundial | Campeonato Mundial  |
| Año                | Lugar              | Medalla            | Prueba              |
| ------------------ | ------------------ | ------------------ | ------------------- |
| 1959               | Budapest (Hungría) | Medalla de plata   | Florete por equipos |